# Angulimaya sundara
Angulimaya sundara är en svampart som beskrevs av Subram. & Lodha 1964. Angulimaya sundara ingår i släktet Angulimaya och familjen Lasiosphaeriaceae.   Inga underarter finns listade i Catalogue of Life.